# Tarucus transvaalensis
Tarucus transvaalensis är en fjärilsart som beskrevs av Quickelberge 1972. Tarucus transvaalensis ingår i släktet Tarucus och familjen juvelvingar. Inga underarter finns listade i Catalogue of Life.